# Валентин Тодеркан
Валентин Тодеркан (нар. 13 травня 1961 року, Корлетень) — молдавський актор, продюсер, сценарист і режисер. У період з 10 квітня 2007 року по 30 грудня 2009 року обіймав посаду президента TeleRadio-Moldova. У 2008 році він був нагороджений орденом «За заслуги» за його зусилля у розвитку молдавського громадського телебачення. У 2011 році він був обраний радником в якості частини муніципальної ради в Кишиневі, і бере активну участь в культурному розвитку міста.

## Освіта та кар'єра
Тодеркан народився в Корлетень, Молдова 13 травня 1961 року він був частиною першого молдавського покоління випускників Москви Бориса Щукіна Театральний інститут в 1985 році, і не виконується в Luceafarul театрі в рамках своєї постійної групи до 1988 року В 1991, Тодеркан разом зі своїми однокласниками Шчукіна засновує театр Ежен Іонеско в Кишиневі. Він сприяв організації першого випуску Міжнародного театрального фестивалю BITEI в Молдові в 1994-1997 роках. З театром Єжен Іонеско, Todercan бере участь у ряді міжнародних театральних фестивалів, у тому числі в Єгипті, Японії, Франції, Великої Британії, Польщі та інших.
У 1995 році Тодеркан призначений генеральним директором Молдавської кіностудії до 2002 року, коли він очолює старий департамент кінематографії Молдови. Потім коротко повертається до Молдови-фільм у 2006 році як генеральний продюсер. У цей час він заробив свого магістра державного управління. У 2007–2010 роках Валентин Тодеркан був президентом компанії TeleRadio-Moldova.
5 червня 2011 року він був обраний радником в муніципальній раді Кишинева, де він повинен працювати до 2015 року.

## Професійна діяльність

### Актор
Сцена
- Очікування Годо, Самуель Беккет, Театр Єжен Іонеско

Екран
- «Codrii»
- 1991 — «Гра в смерть, або Сторонній»

### Продюсування
Художні фільми
- "Яна", Молдова, 2004
- "Чорний принц", Молдова, 2004
- "12-а Тоамна", Росія, 2003
- "Бухарестський експрес", США, 2002
- " Patul луй Procust," Молдова, 2001.

Документальні фільми 
9 документальних фільмів, включаючи:
- «Петру Раре», 2006
- "Fantefan - Cel mai mare ctitor de ară", 2004
- “Димитрія Кантеміра”, 2003

Сценарист фільму
- „Fie pâinea ...”
- „Micuţa”
- „Un cartuş pentru porumbel” (також відомий як Vînătoarea)

Кінорежисер
- „Un cartuş pentru porumbel,” (також відомий як Vînătoarea), Молдова, 2007.

## Нагороди
- Орден «За заслуги» („Gloria Muncii”), 2008. [1]
- Орден Молдавської Православної Церкви "Binecredinciosul Воєвод Стефан Чель Маре сі Сфінт", гр. II, 2009.

## Фестивалі
- Міжнародний театральний фестиваль „ BITEI ” під ред. 1994, 1997, Молдова
- Білоруський кінофестиваль „Zilele filmului belorus în RM”, Молдова
- Російський кінофестиваль „Zilele filmului rus în RM”, Молдова
- Проява кінематографії «Християнський документальний», Молдова
- Наукова конференція „Cantemir and the Screen”, Молдова
- Національний кінофестиваль „Săptămânile Filmului Naţional”, вид. 2002, 2003, 2004, 2005, 2006, Молдова